# Суук-Су (дворец)
Суук-Су — бывшее имение и дворец семьи инженера-мостостроителя В. И. Березина и О. М. Соловьёвой; курорт начала XX века в Гурзуфе.

## История
Известный российский мостостроитель В. И. Березин, проработав в качестве свободного подрядчика в течение десяти лет и накопив достаточный капитал, в 1896 году  окончил свою профессиональную деятельность, вышел на заслуженный отдых и поселился в Ялте, на улице Боткина, 2. В 1897 году он купил у баронессы М. А. Шеппинг участок земли на берегу Чёрного моря между Гурзуфом и Аю-Дагом, носивший название Суук-Су. Вместе со второй женой они решили построить здесь не только дачу для себя, но и доходный курорт по типу европейских. Но здоровье Березина не позволило ему осуществить задуманное — он умер после неудачной операции в Париже. Его тело было доставлено в Россию, и похоронено в мавзолее на территории имения.
Строительство курорта продолжила жена Березина — О. М. Соловьёва. Созданный по её вкусам дворец и курорт из коттеджей с новым для Крыма уровнем обслуживания приняли первых посетителей в 1903 году. В центре курорта находилось казино, построенное по проекту главного архитектора Ялты Н. П. Краснова. От казино к берегу моря вел молодой парк, заложенный на террасах. К услугам гостей курорта было представлено шесть современных отелей, морской берег с прекрасным пляжем и лодками, лечебные воды.
В 1913 году курорт Суук-Су посетил император Николай II с семьёй. В нём побывали — эмир Бухарский, Фёдор Шаляпин, Василий Суриков, Иван Бунин, Александр Куприн.
В годы гражданской войны курорт Суук-Су был разграблен. Ольга Соловьёва выехала в Константинополь, умерла в 1935 году в Швейцарии. В 1922 году курорт был экспроприирован и превращён в Дом отдыха для высокопоставленных государственных лиц СССР, а в 1937 году его передали в состав детского оздоровительного лагеря «Артек» как санаторий «Лазурный».
Во время оккупации Крыма немецкой армией в годы Великой Отечественной войны в дворце Суук-Су был устроен дом отдыха для офицеров. В 1942 году в результате пожара он сгорел и был реконструирован в послевоенные годы.
- Дореволюционные открытки